# Эстин, Скайлар
Скайлар Эстин Липстайн (англ. Skylar Astin Lipstein, род. 23 сентября 1987 года) — американский актёр и певец. Более известен по мюзиклу «Весеннее пробуждение» и фильму «21 и больше».

## Биография
Скайлар родился в еврейской семье, вырос в Нью-Йорке. У него есть сестра Бриэлль, и два брата — Милан и Джейс. После окончания средней школы Кларкстоун (англ. Clarkstown), он поступил в Стейдждур Мэйнор (англ. Stagedoor Manor). Когда Скайлару было пятнадцать лет, его агент выбрал ему фамилию как сценический псевдоним — Эстин.

## Личная жизнь
С июня 2013 года встречается с партнёршей по фильму «Идеальный голос» Анной Кэмп. 3 января 2016 года пара объявила о помолвке. 10 сентября 2016 года они поженились.19 апреля 2019 года после трех лет брака пара объявила о разводе.

## Фильмография
| Год          |    | Русское название            | Оригинальное название         | Роль            |
| ------------ | -- | --------------------------- | ----------------------------- | --------------- |
| 2008         | ф  | Гамлет 2                    | Hamlet 2                      | Рэнд Посин      |
| 2009         | ф  | Штурмуя Вудсток             | Taking Woodstock              | Джон П. Робертс |
| 2009         | тф | —                           | Ace in the Hole               | Тодд Морелла    |
| 2009         | тф | Странное варево             | Strange Brew                  | Кайл            |
| 2011         | с  | Любовь кусается             | Love Bites                    | Бен             |
| 2012         | с  | Девчонки                    | Girls                         | Мэтт Корнстейн  |
| 2012         | с  | Доктор Хаус                 | House, M.D                    | Деррик          |
| 2012         | мф | Ральф                       | Wreck-It Ralph                | Рой             |
| 2012         | ф  | Любовь, написанная кровью   | Love Written in Blood         | Хендерсон       |
| 2012         | ф  | Идеальный голос             | Pitch Perfect                 | Джесси Суонсон  |
| 2013         | ф  | 21 и больше                 | 21 and Over                   | Кейси           |
| 2013         | ф  | Любовь, секс и Лос-Анджелес | Cavemen                       | Дин             |
| 2013—2015    | с  | Нижний этаж                 | Ground Floor                  | Броуди Мойер    |
| 2014         | с  | Хор                         | Glee                          | Жан-Батист      |
| 2015         | ф  | Идеальный голос 2           | Pitch Perfect                 | Джесси Суонсон  |
| 2015         | ф  | —                           | Flock of Dudes                | Дэвид           |
| 2017         | ф  | Речь и дебаты               | Speech & Debate               | Уолтер Хили     |
| 2018—2019    | с  | Чокнутая бывшая             | Crazy Ex-Girlfriend           | Грег Серрано    |
| 2020         | ф  | Призраки войны              | Ghosts of War                 | Юджин           |
| 2020—2021    | с  | Необыкновенный плейлист Зои | Zoey's Extraordinary Playlist | Максвелл Ричман |
| 2022 — н. в. | с  | Помоги мне Тодд             | So Help Me Todd               | Тодд            |